# ジェルマン・サヌー
ジェルマン・サヌー（Germain Sanou、1992年5月26日 - ）は、ブルキナファソ・ボボ・ディウラッソ出身のサッカー選手。ポジションはGK。パリ13アトレティコ所属。

## 経歴
2010年から2013年までフランスのASサンテティエンヌBに所属した。2014年から2019年までASボーヴェ・オワーズに所属。2020年にパリ13アトレティコへ移籍。

## 代表歴
ブルキナファソ代表として2009 FIFA U-17ワールドカップに出場し、2010年には国際Aマッチの試合に出場した。

## 所属クラブ
- ASサンテティエンヌB 2010-2013
- ジャンヌダルク・ドランシー 2014
- ASボーヴェ・オワーズ 2014-2019
- パリ13アトレティコ 2020-